# Mencia
Mencia je tragická opera o jednom dějství českoněmeckého skladatele Eduarda Chiariho na vlastní libreto podle tragédie španělského dramatika Pedra Calderóna de la Barky Lékař své cti. Poprvé byla uvedena 18. února 1914 v brněnském Městském divadle.

## Vznik a historie díla
Mencia je první uvedená opera šumperského skladatele dr. Eduarda svobodného pána von Chiariho. Vznikla v roce 1910; do té doby byl Chiari znám spíše jako klavírní virtuos a autor písní. Libreto si k Mencii napsal skladatel sám na motivy Calderónova dramatu Lékař své cti z roku 1637. Přitom však nejen značně zestručnil děj ze tří aktů na jeden a vynechal velkou část postav, ale podstatně změnil i samotnou zápletku, takže z Calderónovy předlohy zůstaly jen některé dějové motivy; Chiariho lákaly především „bezohledná síla vášní, jižanská opojnost nočních nálad“. Roku 1913 byl vydán klavírní výtah a roku 1914 Mencii uvedlo (německé) Městské divadlo v Brně, a to v kombinaci s populární komickou aktovkou Leo Blecha Pod pečetí (Versiegelt). Skladatel byl podle zpráv tisku na konci vyvoláván a obdařován vavřínovými věnci se černo-červeno-žlutými stuhami.
Vídeňský časopis Der Humorist se ve své recenzi – přiznaně politicky motivované, Chiariové byli totiž politicky činnou rodinou – vyslovil o Mencii negativně: „Není na tom nic moderního a aktuálního, když si skladatel zvolí takový odbytý námět. Chybí nám vkus pro jevištní dění, když se v rukou podvedeného manžela zableskne dýka se zrádným nápisem a následně, když je narušitel manželského svazku zlu náhodou předán vyšší spravedlnost, se zanoří do láskychtivého srdce spoluvinné choti. Calderónova činohra je vtlačena do příliš volné formy; zažíváme jen krvavé vyvrcholení příběhu bez předchozího dramatického vývoje. To vypadá velmi diletantsky a musí nás to vést k domněnce, že skladateli chyběla síla a výdrž dohotovit celé dílo.“ O zhudebnění podle brněnského dopisovatele tohoto listu „nelze říci nic podstatného. Chiariho umění je stejné jako stovek jiných moderních skladatelů. Orchestrální vřava, pokusy o náladovou kresbu (bez celesty nemůže pan Chiari žít), prakticky žádný nápad, zato však mnoho nápodoby. Melodie a vedení témat zcela chybí. Celkově: nepřerušené vlnění tónů, tu ff, tu pp, tu pomalu, tu zase rychle, uf. Hezké to nebylo a líbilo se to, zdá se, jen hrdým spoluobčanům ze Šumperka, kteří přijeli na pozvání krajana skladatele a kterým naši zdvořilí Brňané bez závisti přenechali část míst.“
Recenzent brněnského listu Tagesbote píšící pod šifrou Dr. H. F. (= Hans Flögl) rovněž dospěl k závěru, že se jedná dramaticky i hudebně spíše o dramatickou scénu zaměřenou „operní atmosféru, obraznost, rytmus“, a tedy „žádné skutečné drama“; nedochází v něm k vývoji, jen ke dramatické konfrontaci dvou hlavních motivů, milostného afektu a mstící se cti. Avšak vidí v tom naopak „docela úctyhodnou obratnost, opravdový instinkt dramatika“, i když Chiarimu radí v další tvorbě „emancipaci od dramatické scény k plnokrevnému dramatu“. I v hudbě nalézá „žádný psychický rozvoj motivů, nýbrž jen bohatě tonální obměna, střídání všech spodních tónů citů“. Chválí strukturu „plnodechého“ milostného duetu, „plnost orchestrálního aparátu“ a „koloristickou zručnost“. Zpěv prý je veden v recitativním slohu (Sprechgesang) příbuzném Richardu Straussovi, vyjádření citů je svěřeno orchestru, zvláštním náladotvorným prostředkem jsou ženské sbory ze zákulisí. Celkově Tagesbote obdivuje Chiariho „živý dramatický temperament, vášnivé gesto […], technickou jistotu této orchestrace“ a přiznává mu „mladý, klíčící talent“.
Shrnutí Hanse Flögla o provinční premiéře vyšlo i v berlínském odborném časopise Signale für die musikalische Welt: „Mladý skladatel […] se pohybuje s překvapivou orchestrální technikou a dramatickým temperamentem ve stylu Mistrů pěvců a Tristana, přitom však nalézá – zejména v něžných ženských sborech – samostatné cesty. Méně jistě se Chiari pohybuje jako libretista; děj, příliš smrštěný na scénické efekty, téměř jen katastrofa dramatu, nás nechává vnitřně nepohnutými.“
Severomoravský týdeník Deutsche Wacht po premiéře zpravoval o „pronikavém úspěchu“ Mencie, který byl „pro barona Chiariho nejzářnějším svědectvím jeho vážného a vždy výše mířícího umění“. Přes toto poměrně příznivé přijetí nesetrvala Mencia na repertoáru dlouho (brněnské divadlo však na Chiariho nezanevřelo a uvedlo mu tři další opery) a poté již nebyla profesionálně uvedena. V roce 1930 (premiéra 2. listopadu) nastudovali tuto operu šumperští ochotníci. Šumperský list Grenzbote při příležitosti tohoto ochotnického nastudování hodnotil Mencii vedle uměleckých i z mravnostních hledisek: „Přestože děj ústí v krveprolití, vyhýbá se Chiari krvežíznivosti zvuku. Intenzitu dějových momentů zjemňuje hudba. Ta prochází dějem v melodických vlnách a je vždy připravena k lyrickému výlevu, přičemž však vždy zachovává příslušnou náladu.“ S ohledem na konzervativně romantickou podobě Chiariho hudby Grenzbote s povděkem kvitoval, že se skladatel nesnaží „svou tvorbou uspokojovat groteskní přání jistého posluchačstva“, ale zachovává si „klasický výraz“. Roku 1934 byl v Šumperku dámský duet z Mencie proveden na kulturním večeru na počest Eduarda Chariho, přičemž zpívala i jeho manželka Doris.

## Osoby a první obsazení
| osoba                            | hlasový obor | premiéra (18. února 1914) |
| -------------------------------- | ------------ | ------------------------- |
| Don Fernando, kastilský šlechtic | bas          | Theo Werner               |
| Donna Mencia, jeho choť          | soprán       | Rosa Horowitz             |
| Don Rodrigo, infant kastilský    | tenor        | Theodor Eckert            |
| Jacinta, Menciina služebná       | mezzosoprán  | Signe Karell              |
| Pedro, dveřník                   | basbaryton   | Fritz Bland               |
| Ženský sbor za scénou            |              |                           |
| Dirigent: August Veit            |              |                           |
| Režie: Leopold Tramer            |              |                           |

## Děj opery
Doňa Mencia je z donucení rodičů provdána za přísného a pyšného dona Fernanda, v noci však přes výčitky svědomí a předtuchu manželovy pomsty přijímá svého milence, infanta Rodriga, s nímž připravuje útěk od manžela. V rozhodnou chvíli však váhá. Don Fernando se nečekaně vrací domů; Mencia předstírá, že se do jejího pokoje vloupal zloděj, a s pomocí zhasnuté pochodně a své služky Jacinty dopomůže Rodrigovi k útěku. Fernando však nalezne Rodrigovu dýku a pojme podezření.
Brzy poté je do jejich domu donesen infant Rodrigo, který na útěku ještě na Fernandově pozemku spadl z koně a smrtelně se zranil. V horečce prozrazuje svou aféru s Mencií, a tím Fernandovo zneuctění. I Mencia se nad umírajícím přiznává ke své hříšné lásce. Když infant zemře, probodne Fernando nad jeho tělem nevěrnou Mencii Rodrigovou dýkou.